# Hulkere, Pandavapura
Hulkere là một làng thuộc tehsil Pandavapura, huyện Mandya, bang Karnataka, Ấn Độ.